# Saqueig de Porvoo
El Saqueig de Porvoo, també conegut com a Saqueig de Borgå, es produí durant la Gran Guerra del Nord entre el 6 i el 7 de 1708. Les tropes russes desembarcaren al sud de Finlàndia i, entre d'altres, saquejaren la ciutat de Porvoo (en suec Borgå) que no tenia guarnició.

## Antecedents
Després de la construcció de Sant Petersburg i de diverses drassanes al llarg del Riu Nevà els russos anaren controlant el Mar Bàltic. La flota sueca s'oposà als avenços russos però es veié incapaç d'aturar-la.
El Tsar Pere el Gran ordenà els primers atacs la tardor de 1706 contra el territori finlandès que en aquell moment estava sota control suec. Finlàndia no era considerat un front prioritari per l'Estat Major suec i no disposava de tropes suficients per fer front als atacs russos, tant marítims com terrestres.

## El saqueig
La nit del 6 de juliol de 1708 desembarcaren 16.000 soldats russos, d'infanteria i cavalleria, a la costa sud de Finlàndia. La majoria de les tropes sueques a Finlàndia s'estaven reunint a Vyborg, ja que Georg Lybecker, Governador de Finlàndia, pretenia envair Íngria i capturar Sant Petersburg.
Porvoo fou saquejada i incendiada completament pels russos. Després d'algunes vacil·lacions Lybecker intentà atreure els russos a una batalla a camp obert. Tot i això, les tropes d'Apraksin van marxar cap a Hèlsinki, que la saquejaren el 10 de juliol.

## Les conseqüències
Després d'aquesta incursió la flota russa es retirà a les aigües de Sant Petersburg de nou. Les tropes russes varen ser utilitzades per reforçar les defenses de la nova capital.
L'octubre de 1713 Porvoo i Hèlsinki van ser novament assetjades i capturades pels russos. La guarnició sueca de Hèlsinki va cremar la ciutat per evitar que els russos disposessin de quarters cara l'hivern.